# Tablettmalerei aus Schostowo

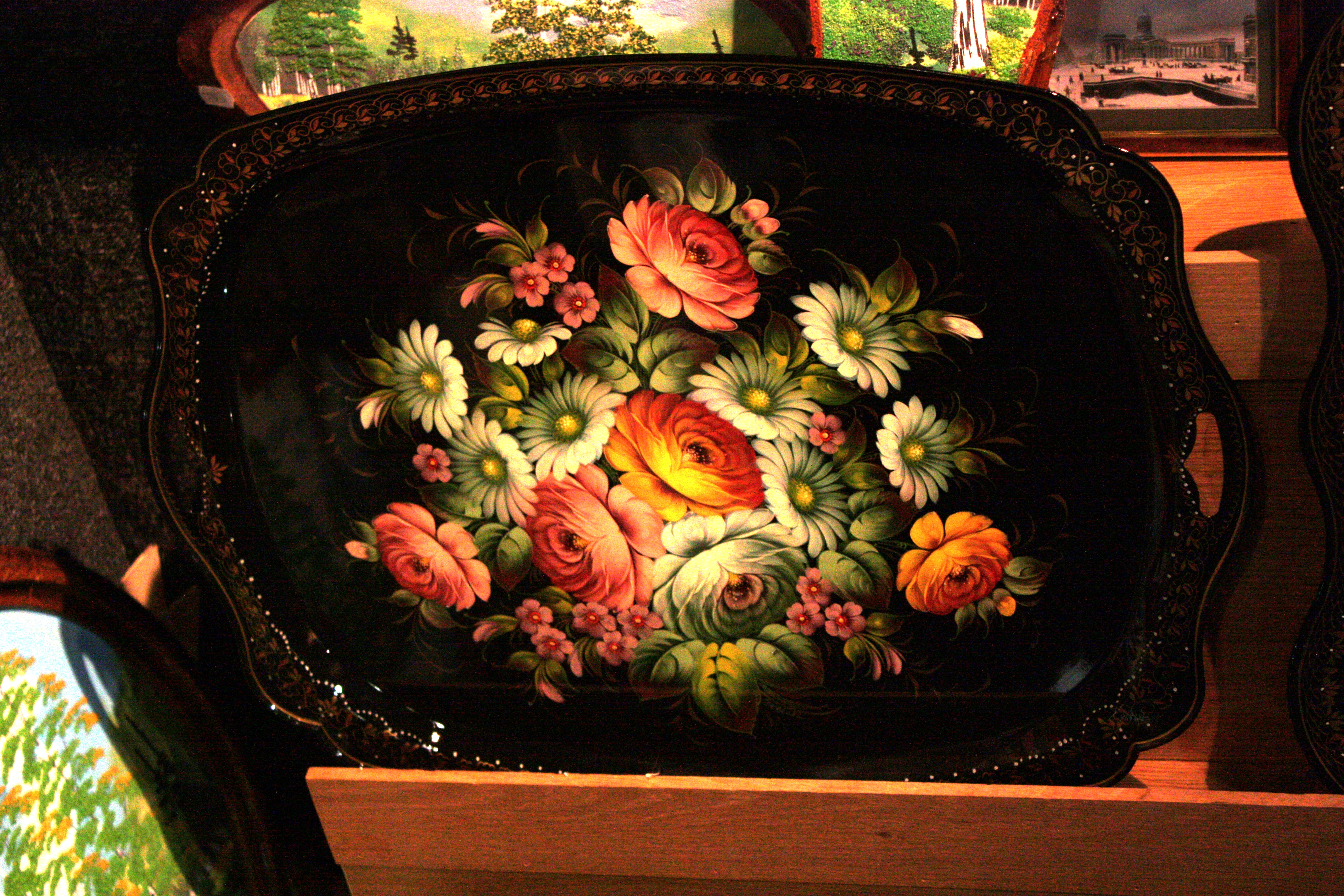
Tablett aus Schostowo – mit typischer Malerei aus Schostowo

Bei der Malerei aus Schostowo (russisch Жостовская роспись/Schostowskaja rospis) handelt es sich um Lackmalerei auf Metalltabletts. Die Tabletts aus Stahlblech sind mit floralen Motiven (Blumenmotive) bemalt. Die Tabletts sind nach dem Dorf Schostowo (russisch Жостово) im Rajon Mytischtschi, Oblast Moskau, benannt, das auch noch heute ein Zentrum dieser Volkskunst ist.
Dort entstand dieses alte russische  Kunsthandwerk entstand Anfang des 19. Jahrhunderts. Die Schostowo-Malerei wurde hauptsächlich von der Blumenmalerei auf Metall, wie sie im Ural gepflegt wurde, inspiriert. Bei der Schostowo-Malerei handelt es sich um eine der bekanntesten Arten der volkstümlichen Malerei in Russland.

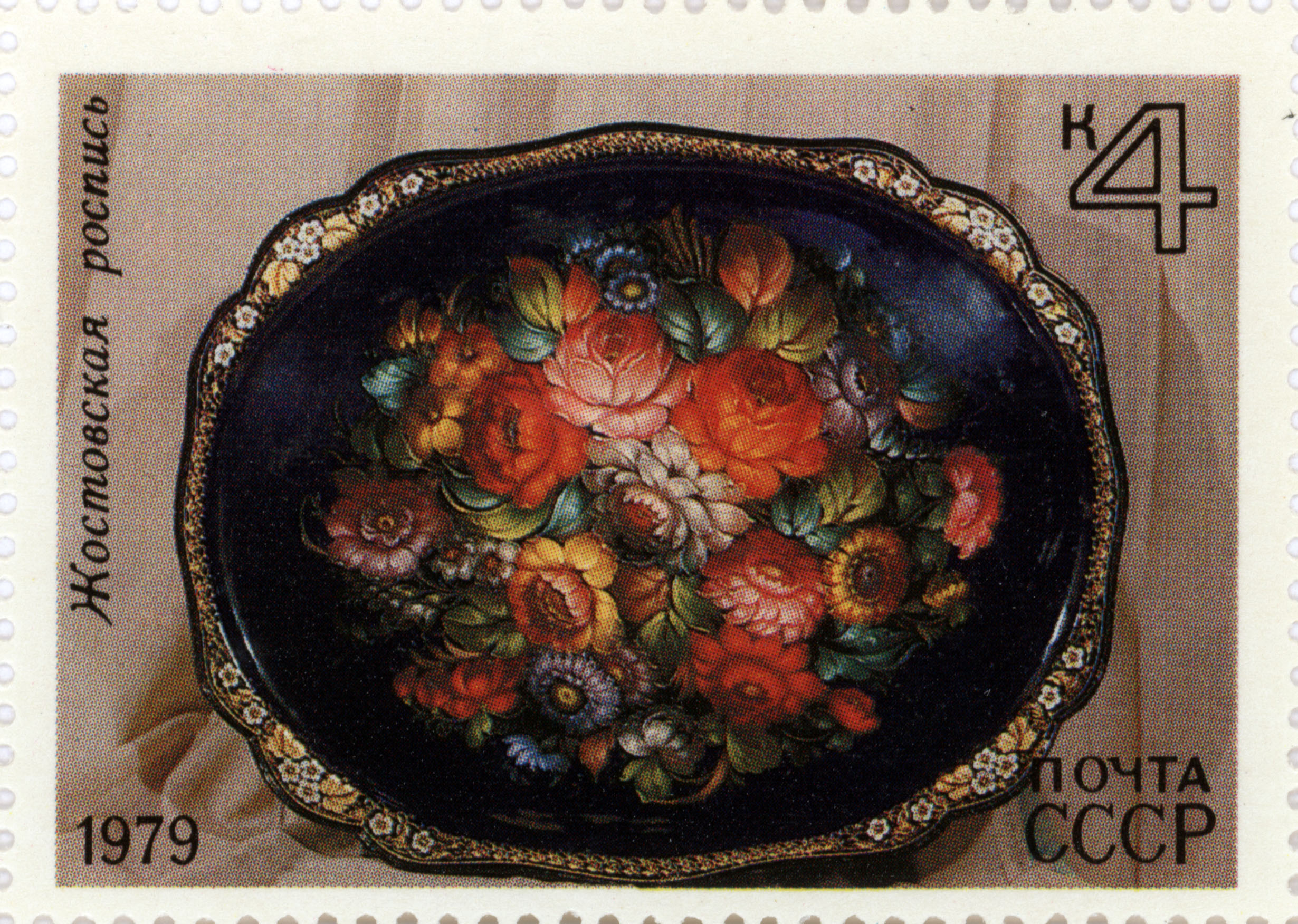
Briefmarke (Sowjetunion, 1979) – Schostowo-Malerei

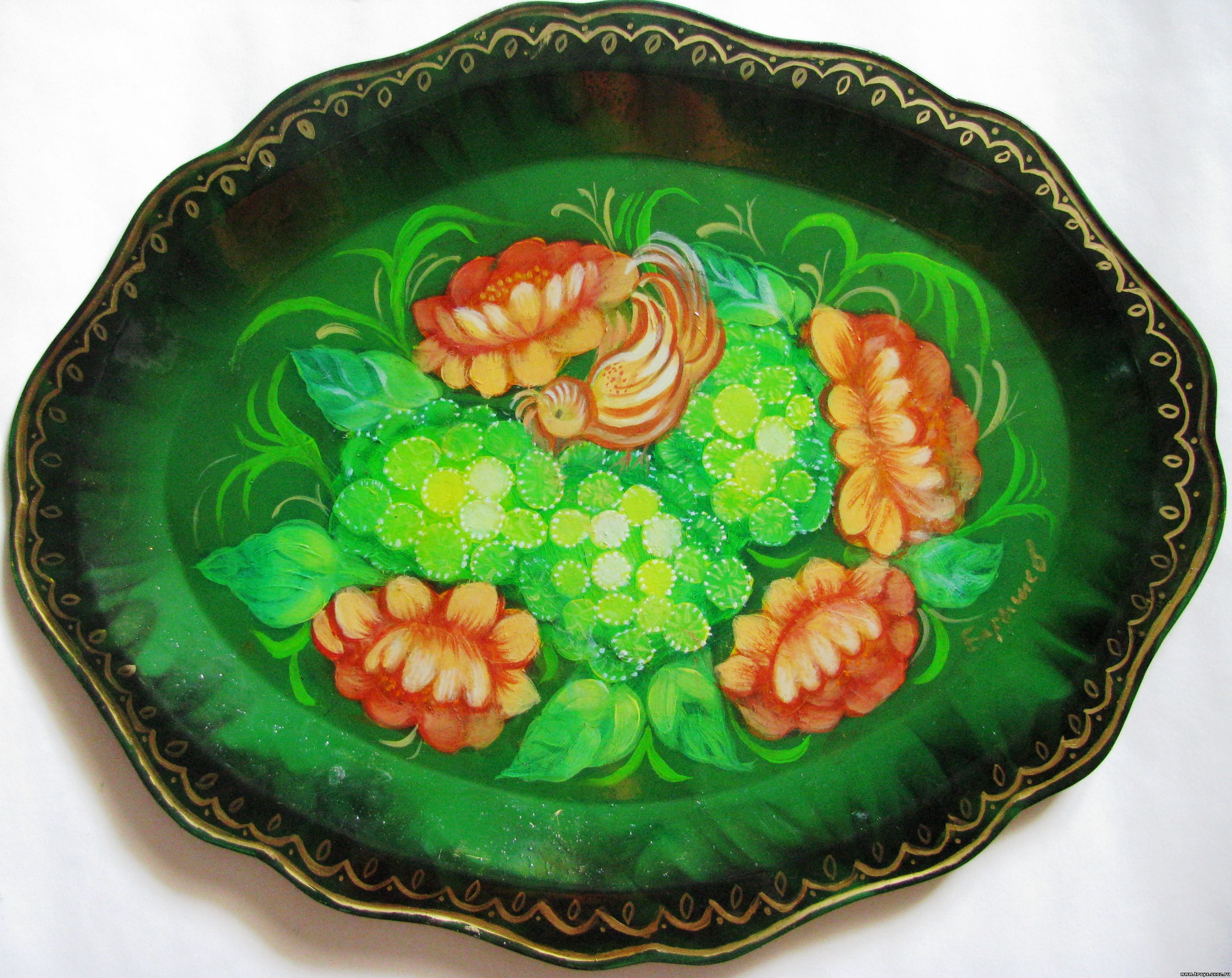

Die Tabletts werden aus Stahlblech gestanzt und gepresst. Danach werden sie grundiert, geschliffen und mit einigen Schichten Öllack lackiert. Jede Lackschicht wird einzeln im Ofen getrocknet. Die Tabletts werden von Hand bemalt, meist mit Blumensträußen auf schwarzem Hintergrund. Nur selten ist der Hintergrund rot, blau, grün oder silberfarben. Die Bemalung erfolgt ohne Schablonen oder Vorlagen. Typischerweise werden große Blüten von Gartenblumen und kleine Blüten von Wildblumen gemischt. Das fertige Bild wird mit drei durchsichtigen Lackschichten überzogen. Der Maler arbeitet meist parallel an mehreren Tabletts gleichzeitig. Um die Tiefenwirkung des Bildes zu verstärken, werden die Blumen, vom dunklen Hintergrund ausgehend, nach vorne hin immer heller und heller gemalt.
Die Metalltabletts haben verschiedene Formen: rund, oval, achteckig, viereckig und Kombinationen davon.

## Wischnjakow

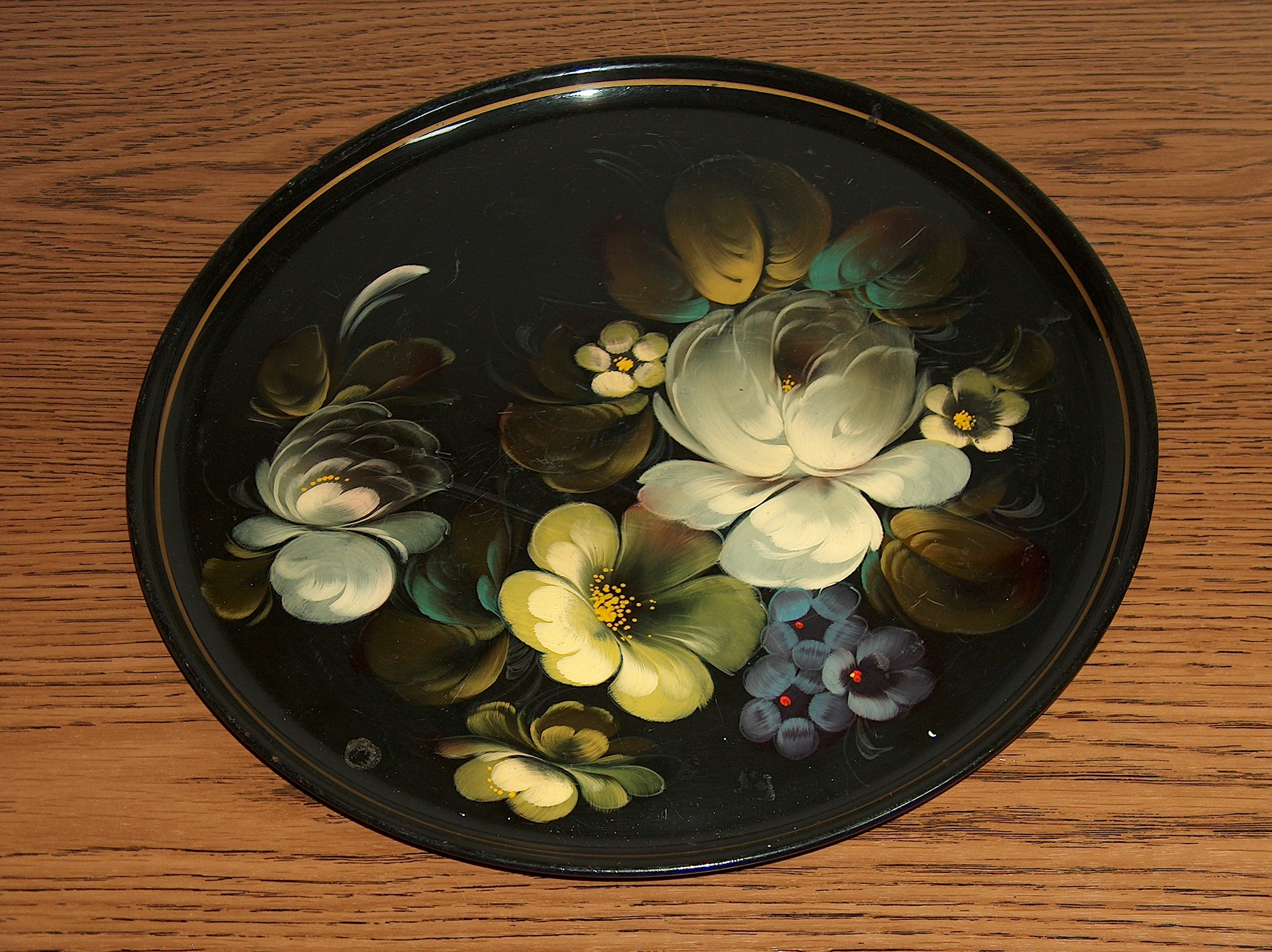
Tablett mit Malerei aus Schostowo

Filipp Nikititsch Wischnjakow (Филипп Никитич Вишняков) eröffnete 1780 im Dorf Schostowo (Жостово) eine Werkstatt für Lackminiaturen, die dann nach Moskau verlegt wurde.
Er hatte eine Zeit lang in der Werkstatt in Fedoskino gearbeitet und sich dort die Maltechnik und die Technologie angeschaut, bevor er seine eigene Werkstatt eröffnet hatte. Nachdem Filipp Wischnjakow genügend Kapital angesammelt hatte, handelte er seine Waren selber in Moskau und zog dann auch nach Moskau um, an den Zwetnoi Bulwar (Цветной бульвар/Blumenboulevard). Seine Fabrik existierte bis 1840.
In Moskau eröffnete er eine neue Werkstatt, während die Werkstatt im Dorf Schostowo sein Bruder Tars Wischnjakow weiterführte, bis der Sohn Ossip rangewachsen war. 1825 übernahm dann Ossip Filippowitsch Wischnjakow (Осип Филиппович Вишняков, † 1888), der Sohn von Filipp Nikititsch Wischnjakow, die Werkstatt und führte sie erfolgreich weiter, bis sie dann von dessen Onkeln Peter und Wassilii weitergeführt wurde.
Ossip Wischnjakow gründete später gemeinsam mit E. F. Beljajew (Е. Ф. Беляев) eine eigene Werkstatt. Diese Werkstatt von Wischnjakow und Beljajew, deren erste Erzeugnisse 1830 auftauchten, wurde die größte der Region und wurde Anfang des 19. Jahrhunderts ein wichtiger Konkurrent für den Betrieb von Korobow und Lukutin in Fedoskinos (Lackminiaturen aus Fedoskino). In der zweiten Hälfte des 19. Jahrhunderts wurden die Lackminiaturen aus der Fabrik von Wischnjakow genauso bekannt, wie die von Lukutin. Beide Fabriken machten sich Konkurrenz, es waren die beiden herausragenden Werkstätten für Lackminiaturen in der Moskauer Gegend. Beide Werkstätten beeinflussten sich gegenseitig in ihrer Kunst, Meister wurden getauscht, Maltechniken aufgeschnappt, technische Neuerungen des anderen übernommen.

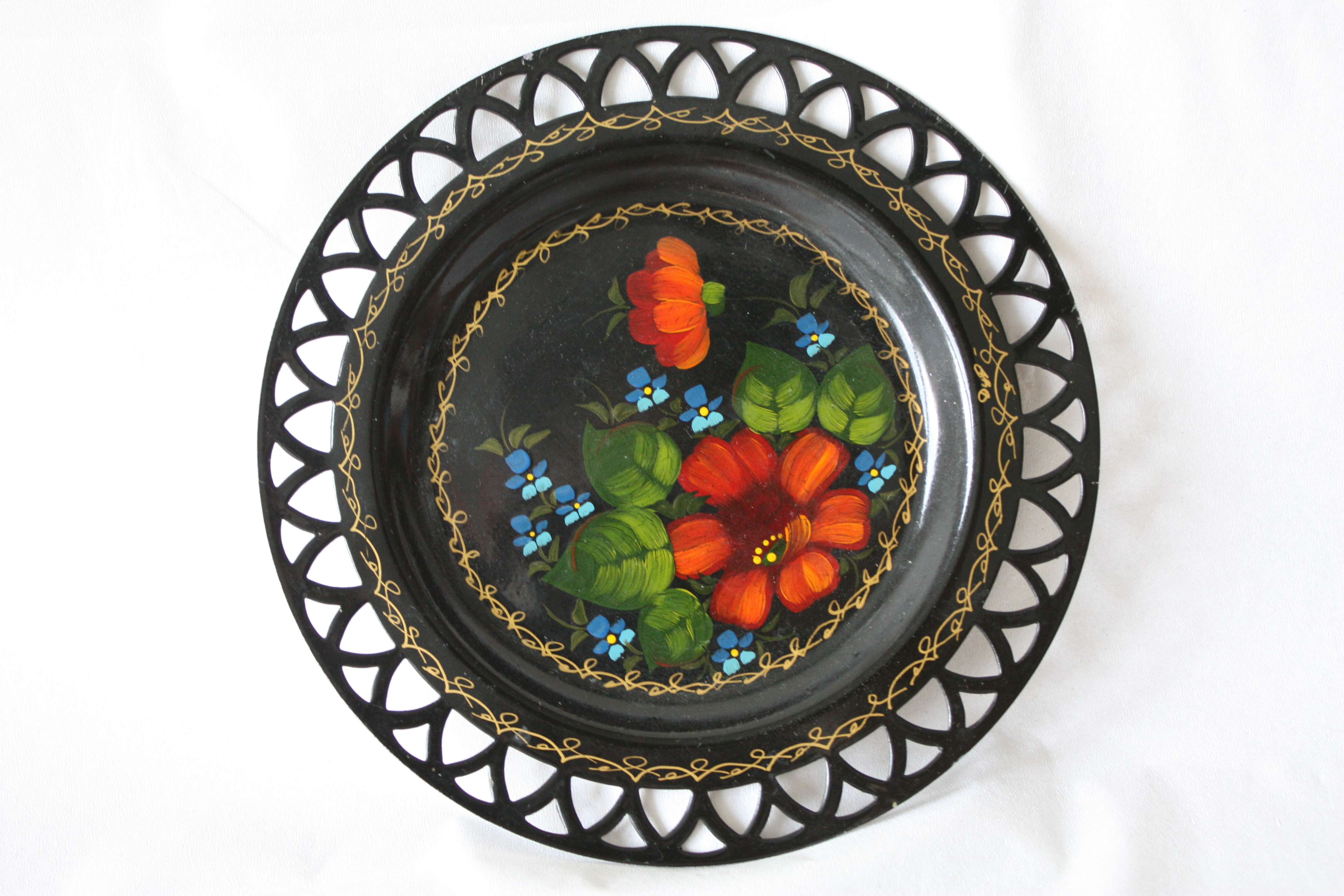

Ossip Wischnjakow trat auf den Märkten auch auf seine Konkurrenz aus dem Ural, die Lackmalereien auf Metall anboten und erkannte die Bedürfnisse des Marktes nach solchen. Im Ural lagen die metallurgischen Werke der Familie Demidow (eine russische Unternehmerdynastie) – in: Nischni Tagil (dort werden noch heute Metalltabletts gefertigt und bemalt), Newjansk und Nowouralsk (Werch-Newinsk). Wischnjakow stellte seine Produktion auf Metalltabletts mit Lackmalereien um. Um sich keinen Ärger mit der Konkurrenz aus dem Ural wegen Plagiatsvorwürfen einzuhandeln, änderte er die Motive ab. Seine Tabletts wurden mit den bisherigen Lackmalereien verziert, im Gegensatz zu den „primitiven“ Bildern aus dem Ural. Das Monopol der Familie Wischnjakow auf Tabletts mit Lackmalereien hielt nicht lange an. Nach der Abschaffung der Leibeigenschaft in Russland 1861 folgten unternehmerische Bauern aus der Nachbarschaft seinem Beispiel und eröffneten bei sich zu Hause Werkstätten für lackierte Tabletts. Die Metalltabletts wurden von Schmieden der Umgebung gekauft. Die russische Kultur des Teetrinkens, mit Samowar und Süßigkeiten (Honig, Warenje, russisches Fruchtkonfekt – Apfelpastillen, russische Honig-Erdbeer Lebkuchen, Kowrischki, Piroggen, Kulitsch) begünstigte die starke Nachfrage nach hübschen lackbemalten Tabletts. In der Werkstatt von Wischnjakow wurden anfangs Tabletts und Gegenstände aus Pappmaché bemalt. 1830 haben bei Wischnjakows die Malereien auf Metall vollständig die Malereien auf Pappmaché verdrängt. Die Lackmalerei auf Pappmaché wurde in das Dorf Ostaschkowo ausgelagert.
Die weitere Entwicklung der Malerei aus Schostowo wurde stilistisch von der Email-Malerei von Betrieben in der Moskauer Region und der Porzellanmalerei, insbesondere den Lackminiaturen aus dem Betrieb von Lukutin in Fedoskino, beeinflusst.

## Nach 1917
Nach der Oktoberrevolution (1917) wurden mehrere Artels (Genossenschaften) gegründet. Diese schlossen sich 1928 in Schosowo zum Betrieb Metallopodnos ("Металлоподнос"/Metalltablett) zusammen. 1960 wurde er in die „Fabrik Schostowo für dekorative Malerei“ umgebildet (Жостовская фабрика декоративной росписи).

## Schule
Ab 1938 erfolgte die Berufsausbildung für die Tablettmaler direkt in der Produktionsabteilung. 1950 bis 1980 bildete die Schule in Fedoskino (Fedoskino-Schule für Miniaturmalerei) Spezialisten für Lackminiaturen, Finift aus Rostow (russ. Ростовская финифть; künstlerische Emaillearbeiten) und für Malerei auf Metall aus Schostow aus.